# جمع الأعلام (نحو)
العلم هو اسم يعين المسمى مطلقاً، بمعنى آخر هو الاسم الذي يدل على مسماه بذاته، ودون قرينة خارجة عن لفظه.

## جمع الأعلام
- إذا أردتَ أن تجمع اسم رَجُلٍ فإن شئتَ جمعتَه جمعَ مذكر سالمًا، وإن شئتَ جمعتَه جمعَ تكسير (والأوَّل أفضل)، نحو: خالد: خالدون، أو: خوالد. أحمد: أحمدون، أو: أحامد.
- إن جمعتَ اسمَ امرأة، فإن شئتَ جمعتَه بالألف والتاء، وإن شئت جمعته جمع تكسير (والأوَّل أفضلُ)، فتقول في «دَعْد»: دَعْدات، أو أدْعُد. وفي «زينب»: زينبات، أو زيانب. وفي «سُعاد»: سُعادات، أو أَسْعُد أو سُعد أو سعائد.[3]
- إن سميت بجمع سالم، نحو: عابدين (علَم لرجُل)، وفاتنات (علم لامرأة)، قلتَ: ذَوُو عابدين، وذوات فاتنات.
- إنْ سميتَ بجمع تكسير ليس على صيغة منتهى الجموع، نحو: «أعبُد»، جمعته جمعا سالما فقلتَ: أعبُدون، أو جمع تكسير: أعابد. وللمرأة: أعبدات أو أعابد. أمّا إذا كان المسمّى به على صيغة منتهى الجموع، أو على وزن غير صالح لهذه الصيغة، فلا يجمع إلّا جمع السلامة، فمثل «مصابيح» و «فُهماء»، إن سميتَ بهما قلتَ: مصابيحون وفُهماءون، للمذكر، ومصابيحات وفُهماوات، للمؤنث[3]